# Hermann Nothnagel

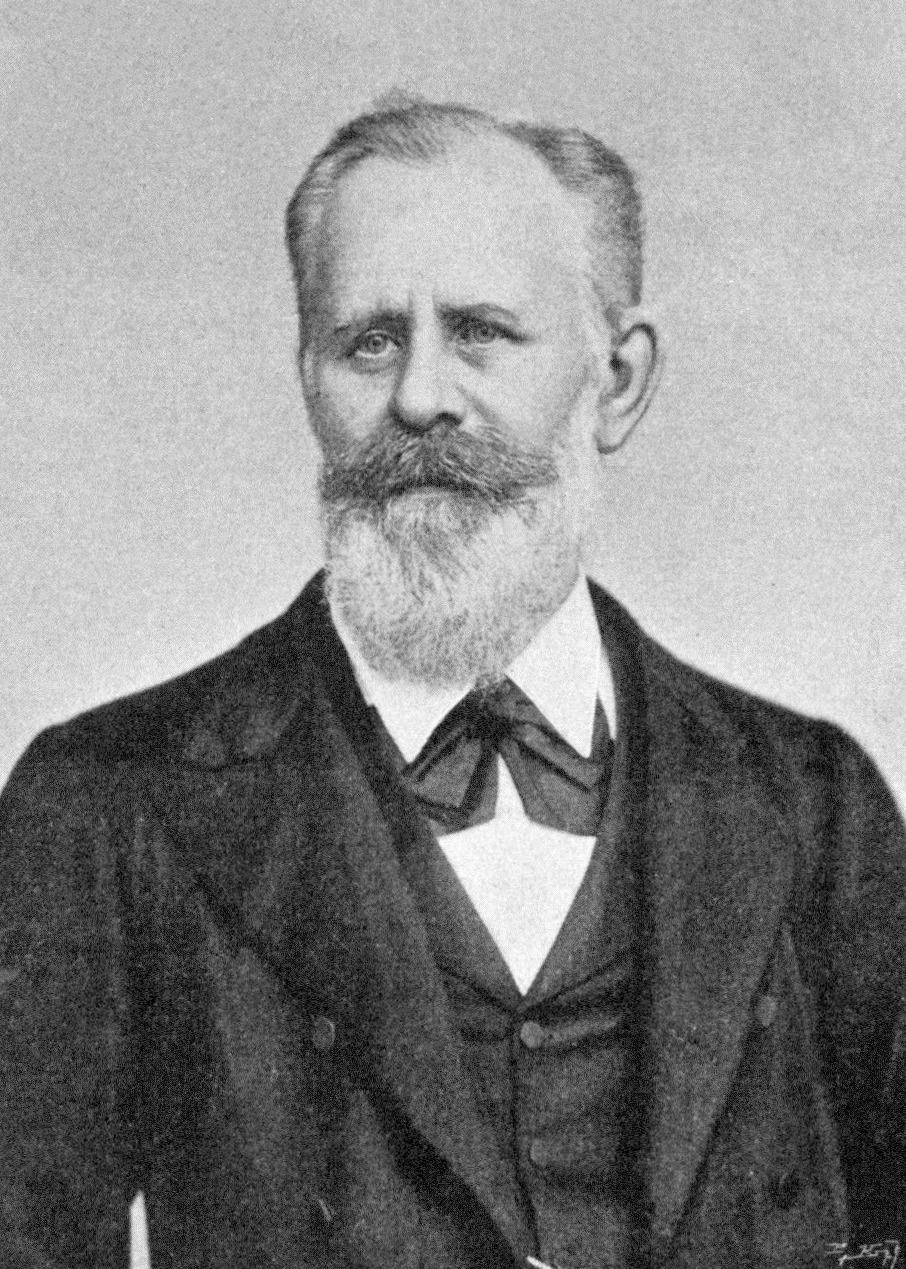
Hermann Nothnagel, 1902

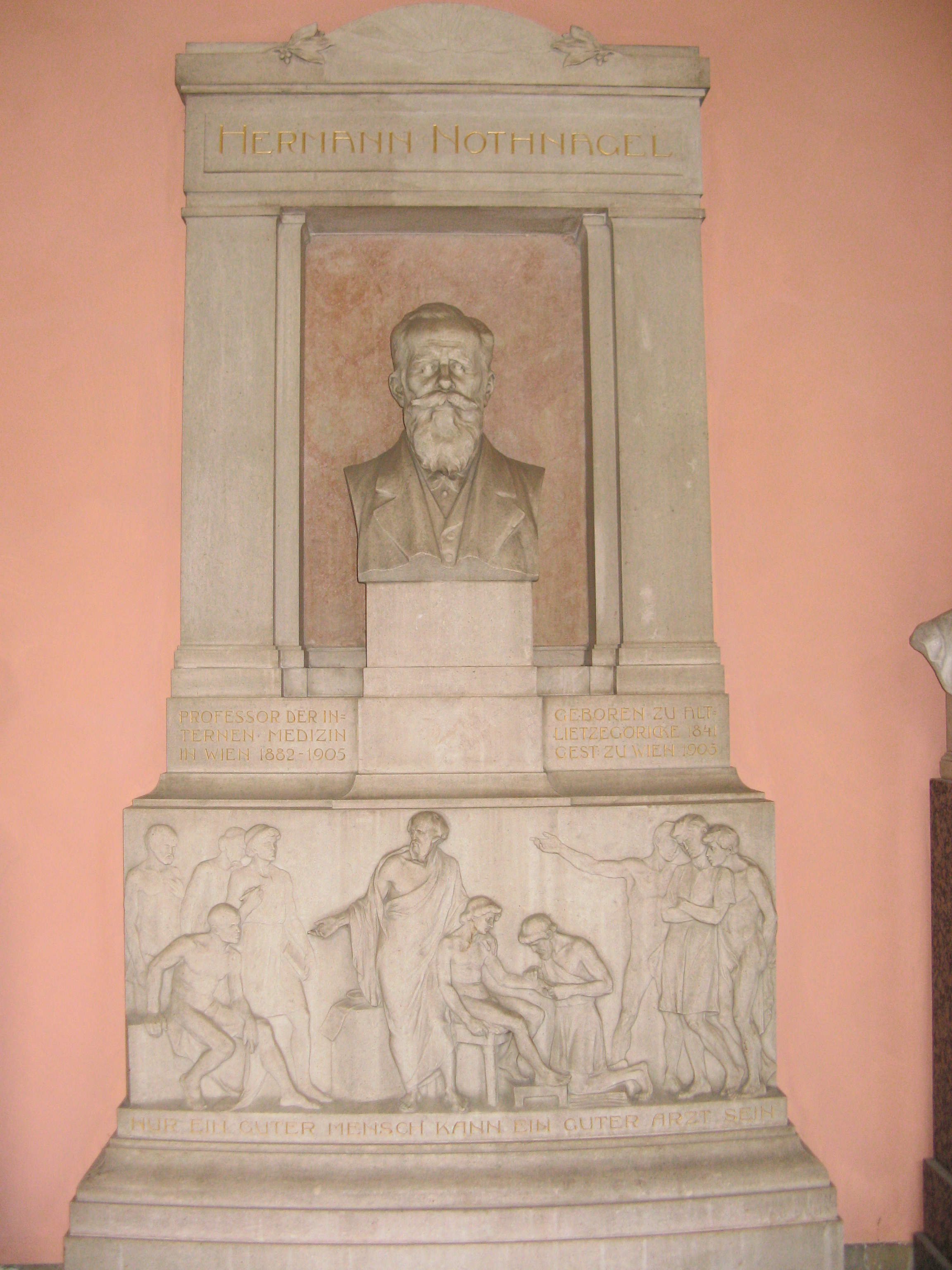
Denkmal für Hermann Nothnagel (Universität Wien)

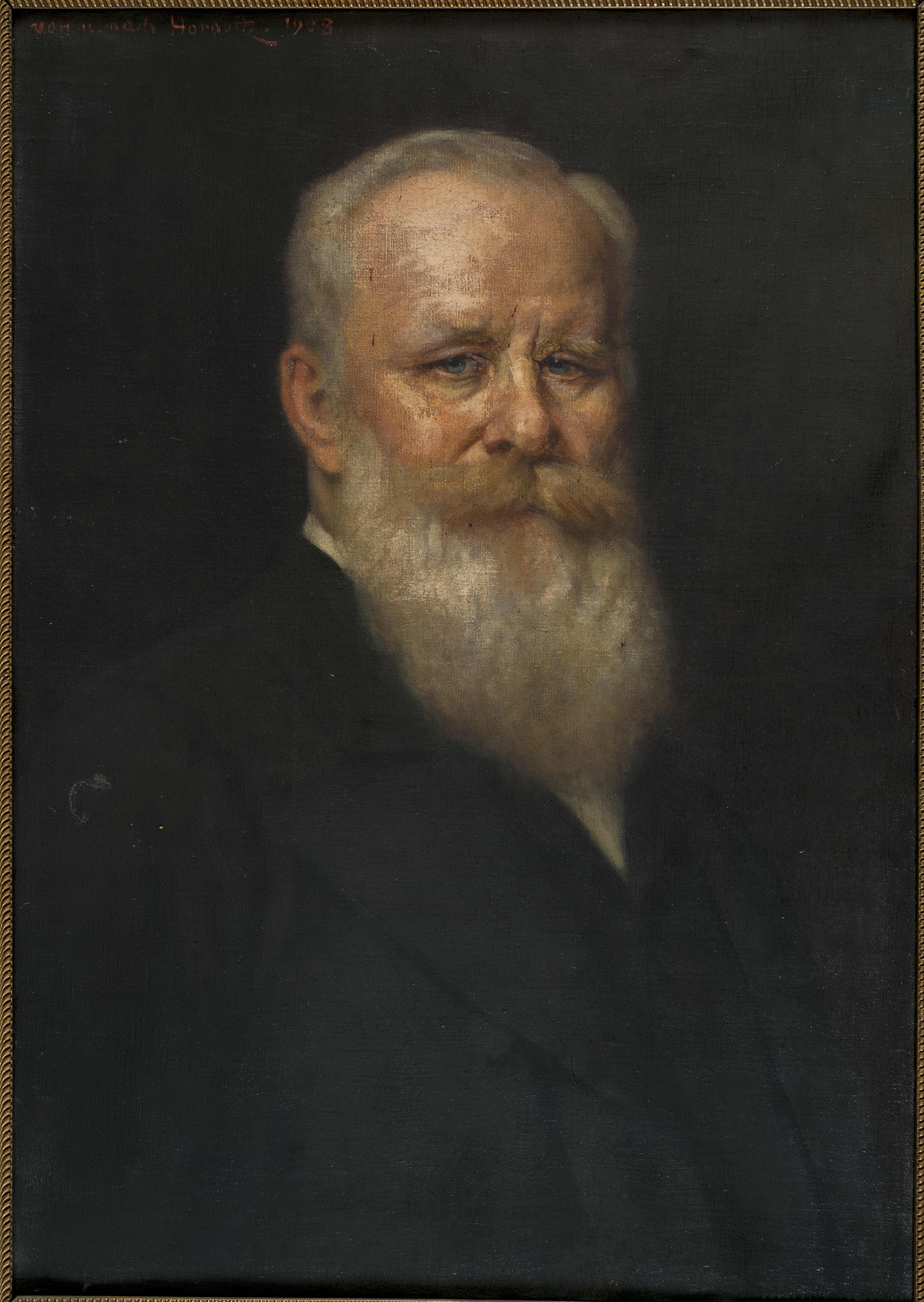
Hermann Nothnagel, Ölgemälde von Leopold Horovitz, 1908

Carl Wilhelm Hermann Nothnagel (* 28. September 1841 in Alt-Lietzegöricke in der Mark Brandenburg; † 7. Juli 1905 in Wien) war ein deutscher Internist und Neurologe sowie Hochschullehrer.

## Leben
Hermann Nothnagel wurde als ältester Sohn des Apothekenbesitzers sowie späteren Arztes Albert Nothnagel und dessen Frau Ottilie Neider geboren. Er entstammte einem alten Kaufmannshaus in Güstebiese. Aus der Ehe der Eltern stammen noch drei Schwestern (Maria, Selma, Lucie). Er besuchte die Mittelschule in Königsberg in der Neumark.
Nothnagel studierte in Berlin von 1858 zunächst an der militärärztlichen Akademie und dann an der Universität Berlin bis 1863 bei Ludwig Traube, Carl Westphal und Rudolf Virchow. In Berlin promovierte er am 6. August 1863 mit der Arbeit De variis renum affectionibus, quae nomine „Morbus Brighit“ vulgo comprehenduntur und war dann als Unterarzt bei Traubes Klinik an der Charité tätig. Ab 1865 bis 1868 arbeitete er als Assistent von Ernst Viktor von Leyden (1832–1910) in Königsberg, wo er 1866 in Innerer Medizin habilitierte. Von 1868 bis 1870 war er als Militärarzt und Dozent in Berlin und in gleicher Funktion von 1870 in Breslau tätig. Auch hier hatte er sich habilitiert und wurde beim Ausbruch des Deutsch-Französischen Krieges nach Frankreich gezogen, wo er am Militärkrankenhaus in Châlons-sur-Marne wirkte und im Anschluss an den Feldzug wieder nach Breslau zurückkehrte.
1872 wurde er ordentlicher Professor der Medizin an der Universität Freiburg. Jedoch währte seine dortige Tätigkeit nicht lang. 1874 zog man ihn als Professor der speziellen Pathologie und Therapie an die Universität Jena. Hier wurde er Direktor der medizinische Klinik, man ernannte ihn zum Hofrat und er war im Sommersemester 1881 Rektor der Salana.
1882 wechselte Nothnagel als Professor und Direktor an die 1. Medizinische Klinik der Universität Wien. In Wien blieb er bis zu seinem Tode im Jahre 1905. Einer seiner dortigen Schüler war Constantin Economo. Sigmund Freud machte 1882/83 bei ihm ein sechsmonatiges Praktikum.
Bereits 1879 wurde er in die Deutsche Akademie der Naturforscher Leopoldina aufgenommen.
Hermann Nothnagel wurde auf dem Evangelischen Friedhof Matzleinsdorf (Gruft Mitte oben, Nr. 109) in Wien beigesetzt. 1910 wurde ein Denkmal für Hermann Nothnagel im Arkadenhof der Universität Wien enthüllt.
Nothnagel verheiratete sich am 26. Juli 1870 in Breslau mit Marie Teubner (* 25. Juni 1848 in Kehl am Rhein; † 23. Juli 1880 in Jena), der Tochter eines kaiserlichen Steuerrates in Freistett (Baden). Er hatte mit ihr vier Kinder:
- Caroline Ottilie Leonie Nothnagel (* 20. März 1872 in Breslau; † 21. Mai 1950 in Jena) verh. am 2. Oktober 1897 mit dem polnischen Generalmajor und Dr. rer. Felix Oscar Leyde (* 7. Januar 1862 in Rosenberg in Westpreußen; † 5. Mai 1935 in Jena)
- Walther Nothnagel (* 26. April 1874 in Jena; † (durch Erschießen) 21. April 1900 in Wien)
- Dorothea Nothnagel (* 1876 in Jena; † 17. September 1930 in Berlin) verh. 1900 mit Dr. Paul Bertram in Chile,
- Marie-Edith (* 18. April 1880 in Jena; † 12. Januar 1962 in Frankfurt/Main) verh. 3. September 1902 in Jena, war die Ehefrau des Internisten Julius Strasburger und Mutter des Althistorikers Hermann Strasburger.

## Schriften
- als Hrsg. mit Michael Joseph Roßbach: Handbuch der Arzneimittellehre. 1870.
  - 4. verm. Aufl. – Berlin : Hirschwald, 1880. Digitalisierte Ausgabe der Universitäts- und Landesbibliothek Düsseldorf
- Über den epileptischen Anfall. (R. Volkmanns Sammlung klinischer Vorträge), Leipzig, 1872.
- Über die Diagnose und Aetiologie der einseitigen Lungenschrumpfung. (R. Volkmanns Sammlung klinischer Vorträge), Leipzig, 1874.
- Über Neuritis in diagnostischer und pathologischer Beziehung. (R. Volkmanns Sammlung klinischer Vorträge), Leipzig, 1876.
- Anämie und Hyperämie, Blutungen und Erweichungen des Gehirns.
- Epilepsie. In: Hugo Wilhelm von Ziemssen (1829–1902) et al.: Handbuch der speciellen Pathologie und Therapie. 17 Bände, Leipzig, 1875–1885. Second and revised edition, Verlag von F. C. W. Vogel, 1877–1880.
- Tophische Diagnostik der Gehirnkrankheiten. Eine klinische Studie. Berlin 1879.
- Die Symptomatologie der Darmgeschwüre. (R. Volkmanns Sammlung klinischer Vorträge), Leipzig, 1881.
- Beiträge zur Physiologie und Pathologie des Darms. Berlin, 1884.
- Vorträge über die Diagnose bei den Gehirnkrankheiten. Wien, 1887.
- On the diagnosis of diseases of the corpora quadrigemina. In: Brain. Band 12, 1889, S. 21 ff.
- (Mit Kollegen) Specielle Pathologie und Therapie. 24 Bände. 1894–1905.
- Die Erkrankungen des Darms und des Peritoneum. In: Hermann Nothnagel (Hrsg.): Handbuch der speciellen Pathologie und Therapie. Band 17, Wien 1898.
- Das Sterben. Ein Vortrag. Perles, Wien 1908.